# Histon H2AX

gH2AX Foci in einer Mauszelle. In grün sind die gH2AX Foci zu sehen, die DNA des Zellkerns wurde mit DAPI gefärbt (blau)

Das Histon H2AX ist ein Protein aus der Gruppe der Histone, das im Zellkern aller Eukaryoten vorkommt. Es stabilisiert die Erbinformation (DNA) und bildet zusammen mit den DNA-Molekülen Nukleosome und mit weiteren Proteinen Chromatin-Komplexe. Zusätzlich hat H2AX mehrere Aufgaben bei der DNA-Reparatur, der Instandhaltung der Chromosomen und im Zellzyklus. H2AX hat auch medizinische Bedeutung als Laborwert für DNA-Schäden.

## Lokalisierung
Es handelt sich um eine Variante des Histon H2A und sie ist somit essentieller Bestandteil des Chromatin. In eukaryotischen Zellen ist die DNA um ein Histon-Oktamer gewunden, das aus den Histonen H2A, H2B, H3 und H4 besteht. In rund 20 % aller Histon-Oktameren ist H2A durch H2AX ersetzt.

## Funktion

### DNA-Reparatur
Als Reaktion auf beispielsweise einen DNA-Doppelstrangbruch wird H2AX an Serin 139 phosphoryliert, man bezeichnet die phosphorylierte Form von H2AX als Gamma-H2AX (abgekürzt gH2AX oder yH2AX). Verantwortlich für die Phosphorylierung sind Kinasen aus der Familie der PI3 Kinasen (ATM, ATR und DNA-PKcs). gH2AX wird in einem Bereich von ca. 1-2 Mega-Basenpaaren um den Doppelstrangbruch herum gebildet und ist somit nach Immunfluoreszenzfärbung als Focus im Mikroskop sichtbar. Die Bildung von gH2AX ereignet sich auch ohne Einwirkung von exogenen Noxen wie beispielsweise ionisierende Strahlung während der V(D)J-Rekombination oder während der Replikation der DNA wenn Replikationsgabeln kollabieren. Gamma-H2AX hat sich als sensitiver Nachweis für DNA-Doppelstrangbrüche in der Wissenschaft etabliert, vor allem in der Strahlenbiologie. Die biologische Funktion von gH2AX ist zurzeit noch nicht völlig geklärt. Untersuchungen mit Zellen, denen H2AX fehlt, zeigten, dass die Reparatur von strahleninduzierten DNA-Doppelstrangbrüchen nur eingeschränkt möglich ist.

### Interaktionen mit anderen Proteinen
H2AX interagiert unter anderem mit MDC1, Nibrin, TP53BP1, BRCA1 und BARD1.